# Coventry RFC
Der Coventry Rugby Football Club ist ein englischer Rugby-Union-Verein, der in der National Division One spielt, der zweiten englischen Liga.

## Geschichte
1874 spielte erstmals eine Auswahl aus Coventry ein offizielles Rugbyspiel. In den ersten zwei Spielzeiten blieb der Verein ungeschlagen. Zum Ende des 19. Jahrhunderts spielte man auch gegen Mannschaften aus London, Wales und Nordengland. Einige Spieler empfahlen sich so für die Nationalmannschaft. 1911 wurde der Spielbetrieb durch die Stilllegung des Sportplatzes unterbrochen. Diese Unterbrechung wurde durch den Ausbruch des Ersten Weltkriegs verlängert. In der Saison 1919/1920 konnte weitergespielt werden. Nach dem Zweiten Weltkrieg errichtete man ein eigenes Klubhaus, 1960 gab es erstmals Flutlicht.
1973 und 1974 konnte der Coventry RFC den RFU Knock Out Cup gewinnen. 1987 wurde erstmals um die offizielle englische Meisterschaft gespielt. Coventry war in der ersten Division dabei, stieg jedoch ab. Mit der Professionalisierung des Sports wurde für den Verein in den folgenden Jahren ein neues Stadion gebaut, die Butts Park Arena, in der 2004 erstmals gespielt wurde.

## Erfolge
- RFU Knock Out Cup: 1973, 1974

## Bekannte aktuelle und ehemalige Spieler
| - Simon Amor (England) - Fangatapu ʻApikotoa (Tonga) - Zinzan Brooke (Neuseeland) - Richard Cockerill (England) - Fran Cotton (England) - David Duckham (England) - Andy Goode (England) | - Danny Grewcock (England) - Barrie-Jon Mather (England) - Shaun Perry (England) - Marcus Rose (England) - Mike Umaga (Samoa) - Nik Witkowski (Kanada) |